# Чарлз Джарът
Чарлз Джарът (на английски: Charles Jarrott) е британски режисьор.

## Биография
Чарлз Джарът е роден на 16 юли 1927 година в Лондон, Великобритания. Син е на английския автомобилен пилот и бизнесмен Чарлз Джарът и британската музикална актриса Урсула Джийн (рождено име Борлас).

### Кариера
Започва театралната си кариера след войната като помощник сценичен ръководител в ансамбъла на „Great Britain Touring Company“. По-късно Джарът получава ангажимент в Нотингамския репертоар, където успява да натрупа опит като актьор и режисьор. През 1953 г. британецът се премества в Канада. Там получава ангажимент като актьор в „Ottawa Theatre“. Неговият актьорски дебют по канадската телевизия е през 1955 г. с незначителна роля в епизода „Бастунът“ от телевизионния сериал „Включена камера“ (1954 – 1958). Две години по-късно Джарът се появява като статист в епизода „Лъжесвидетел“ на уестърн сериала „Хоукай и последният от мохиканите“, преди да реши да се посвети изцяло на режисьорската работа.
Чарлз Джарот дебютира като режисьор в средата на 1950-те години, като режисира телевизионни пиеси за американски и британски сериали. В родната си Великобритания той за първи път привлича вниманието с „Шилинг за злия ден“ (1959), чието действие се развива в ирландската риболовна среда. Лондонският „Таймс“ го похвали за неговата „характерно плавна и експресивна“ режисьорска работа, която е излъчена по „Armchair Theatre“ на „Associated Television“, за която той работи на няколко пъти. Той успя да надгради този успех с по-нататъшна работа в независима телевизия, включително „Д-р Кабил“, политическа мелодрама за алжирски хирург и трилърът „Очевидец“ с Даяна Уинярд като безпомощен инвалид. През 1960 г. „Таймс“ го обявява за един от най-добрите режисьори на телевизионна драма, но той няма талант за комедия. Жените много често се появяват като главни герои в телевизионните му произведения. Той работи в тясно сътрудничество с канадския телевизионен продуцент Сидни Нюман, който също подкрепя добре известни режисьори като Кен Лоуч, Денис Потър и Дейвид Мърсър.
Първият му игрален филм „Чаено парти“ (1965) за Би Би Си е базиран на сценарий на Харолд Пинтър и режисиран за британската телевизия с Вивиен Мърчант. След работа по британския телевизионен сериал „Играта в сряда“ (1964 – 1967), мистериозния сериал „Обитаван от духове“ (1967) и телевизионния филм „Странната история на Dr. Джекил и мистър Хайд“ (1968) с Джак Паланс в главната роля. Филмовият дебют на Джарът е с историческата драма „Хилядата дни на Ана“, базиран на пиесата на Максуел Андерсън, френскоговорещата канадска актриса Женевиев Бюжо играе Ан Болейн, която се стреми към власт, а Ричард Бъртън играе филмовия ѝ съпруг като Хенри VIII. Продуцираната от Хал Б. Уолис творба е наградена с четири „Златни глобуса“ въпреки смесените отзиви, включително наградите за най-добър драматичен филм на годината и Чарлз Джарът за най-добър режисьор. На следващите „Оскари“ Джарът изненадващо не получава номинация за най-добър режисьор и „Хилядата дни на Ана“, считан за голям фаворит с десет номинации, не успява да надделее срещу по-популярния „Среднощен каубой“ на Джон Шлезинджър. През същата година излиза американският телевизионен филм, награден с „Еми“ „Мъжкият от вида“, в който участват Пол Скофийлд, Майкъл Кейн, Шон Конъри и Лорънс Оливие.
След международния успех на „Хилядата дни на Ана“, Джарът отново работи с продуцента Хал Б. Уолис и режисира историческия епос „Мери, кралица на Шотландия“ за Юнивърсъл Пикчърс. С драмата, в която Ванеса Редгрейв и Гленда Джаксън изиграят съперничещите кралици Мария Стюарт и Елизабет I, Джарът успя да надгради предишния си успех и драмата с костюми е номинирана за пет награди „Златен глобус“ и пет „Оскар“.
Кино кариерата на Джарът е помрачена през 1973 г. след само три филма. Той неуспешно преставя приключенския филм на Франк Капра „В оковите на Шангри-Ла“ (1937) като филмов мюзикъл „Изгубеният хоризонт“ с Питър Финч и Лив Улман. Филмът от два часа и половина, който струва над седем милиона щатски долара, се проваля сред публиката и критиците и унищожава кариерата на своя продуцент Рос Хънтър, който е отговорен за успешни холивудски проекти като „Разговор на възглавници“ (1959) и „Летище“ (1970). На Джарът също са му отказани ангажименти в големи филмови продукции. Той успя да режисира само три филма за Уолт Дисни Къмпани между 1976 и 1981 г.
От началото на 1980-те години Чарлз Джарот все повече се насочва към американската и британската телевизия, където също постига успех.

### Персонален живот
Чарлз Джарът се е женил три пъти, за Розмари Пейлин (1949 – 57), актрисата Катрин Блейк (1959 – 82) и Сузан Бледсоу (1992 – 2003). Джарот също е служил в Кралския флот по време на Втората световна война.

### Смърт
Чарлз Джарът почива на 4 март 2011 г. от рак на простатата в Лос Анджелис, където е и погребан.

## Избрана филмография
| Година | Филм                | Оригинално заглавие       |
| ------ | ------------------- | ------------------------- |
| 1969   | Хилядата дни на Ана | Anne of the Thousand Days |
| 1981   | Кондормен           | Condorman                 |